# Coelosis biloba
Coelosis biloba är en skalbaggsart som beskrevs av Carl von Linné 1767. Coelosis biloba ingår i släktet Coelosis och familjen Dynastidae. Inga underarter finns listade i Catalogue of Life.